# 陈炳文
陈炳文，安徽廬江人，太平天國封「聽王」，曾於蕪湖茶肆跑堂，臂力過人，能單手執巨壺隔數尺倒茶不漏，能舞80斤刀；1853年太平軍經蕪湖加入，1857年為副掌帥隸李秀成部，1858年參與三河之戰，1860年參與二破江南大營，六月，奉命守嘉興郡，清軍提督張玉良將兵來犯，為陳炳文、陳坤書所敗；從此守嘉興，1861年二月至三月，炳文連克復海鹽、乍浦、平湖，炳文遍貼布告四鄉，部下兵將有滋擾者，各鄉捆送至營，依律嚴辦。時忠王奏請天王酌減江浙賦稅，天王允許，炳文推行頗力，徠商賈，于塘河驛道上下遍設粥廠以安撫流亡，雖縉紳也不欲陈炳文外調，頗得政績讚譽。1862年年正月，受命調杭州，然仍兼領嘉興軍政事務。陈炳文好男色，身畔“有公子数人，傅脂粉，穿艳服”，劣紳汪心耕投其所好，进献娈童吴少溪，陈炳文“一见大喜，蓄为男妾，称以‘大姑娘’，出入卧内”。四月廿八日，听王與慕王譚紹光大破常勝軍，克青浦，活捉法爾思德，擄獲不少洋槍彈械，令洋兵逢戰即畏怕，不敢輕易出戰。
1864年六月卅日，金溪陷，听王時方臥病白村，急遣弟陳報林令將士皆放仗（不戰）。七月初一日，听王、寧王、獎王以眾六萬、洋槍隊七千桿降，被清軍編為洋槍隊三營南下從征閩、粵，攻侍王李世賢、康王汪海洋，事竟裁罷部隊，不知所去。